# Rourea
Rourea é um género botânico pertencente à família Connaraceae. Possui 265 espécies descritas das quais 65 são aceites.
O género foi descrito por Jean Baptiste Christian Fusée-Aublet e publicado em Histoire des Plantes de la Guiane Françoise 1: 467, pl. 187. 1775. A espécie-tipo é Rourea frutescens Aubl.